# 聖人暦
聖人暦（せいじんれき）とは、キリスト教で、各々の日付に特定の聖人を関連付けた伝統的なカレンダーのこと。教派によってその構成は異なる。そのように結び付けられた日がその聖人の記念日・祝日となっているが、必ずしも1日に1人だけが祝われるとは限らない。
この習慣はもともとは、古代教会が殉教者（致命者）の命日を記念して聖名祝日（カトリック教会では「霊名の祝日」、正教会では「聖名日」とも）としたことに由来している。以後、殉教者に限らず聖人が増えていったことで、中世初期には、1年365日すべてなんらかの聖人の記念日になっているという状態になった。
聖人暦はやがてキリスト教の主要な祝日と連動していくことによって、1年の各日にキリスト教的な雰囲気を持たせることになった。西ヨーロッパでは、中世になると、一年のうちのある日のことを指し示すために「聖～の日」という言い方が用いられるようになった。たとえば「3月19日」といわずに「聖ヨセフの祭日に」といった具合である。また、子供が生まれるとその誕生日が祝日にあたる聖人の名前から洗礼名や堅信名をとることが一般的になった。自分の洗礼名の聖人の祝い日はその人物の聖名祝日とされ、文化によっては誕生日よりも盛大に祝うこともあった。

## 各教会の聖人暦
- カトリック教会の聖人暦
- 正教会の聖人暦 (Eastern Orthodox liturgical calendar)
- イングランド国教会の聖人暦(Calendar of saints (Church of England))